# Gisela Friedrichsen

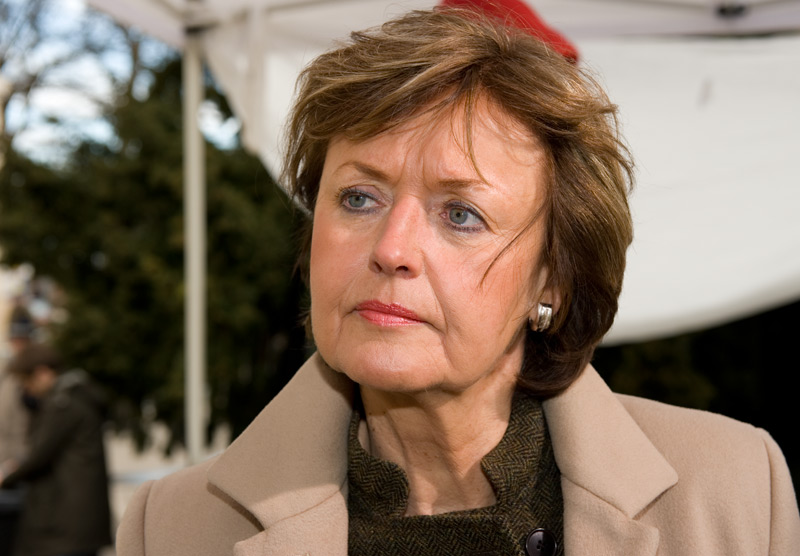
Gisela Friedrichsen beim Prozess gegen Josef Fritzl in St. Pölten (2009)

Gisela Friedrichsen (* 1945 in München) ist eine deutsche Gerichtsreporterin und Autorin.

## Leben
Gisela Friedrichsen wuchs im Münchner Stadtteil Nymphenburg in einer katholischen Familie auf; ihr Vater war Däne und nach eigenen Angaben in der Zeit des Nationalsozialismus im KZ Auschwitz inhaftiert, weil er Juden geholfen hatte. Friedrichsen erfuhr erst nach dem Tod des Vaters – durch ihre Mutter – von dessen Leidensweg, er selbst hatte ihr nie etwas von seinem Schicksal erzählt. Von 1951 bis 1964 ging Friedrichsen bei den Englischen Fräulein zur Schule. Sie studierte anschließend Geschichte und Germanistik an der Ludwig-Maximilians-Universität München. Nach einem Volontariat 1973 bei der Augsburger Allgemeinen war sie ab 1974 sechzehn Jahre lang Redakteurin der Frankfurter Allgemeinen Zeitung (FAZ). Von 1989 bis zum Oktober 2016 schrieb sie als Gerichtsreporterin in Nachfolge von Gerhard Mauz für das Nachrichtenmagazin Der Spiegel. Nach dem Ende ihres dortigen Vertrags als freie Autorin arbeitete sie von 2016 bis 2020 als Gerichtsreporterin für Die Welt. Sie gilt als die bekannteste deutsche Gerichtsreporterin.
Friedrichsen ist mit dem ehemaligen FAZ-Redakteur Bernd Heptner verheiratet, hat zwei Kinder und lebt in Wiesbaden.

## Rezensionen
Zu Gisela Friedrichsens Reportagen schrieb
- Die Historikerin Heidrun Helwig in der Neuen Juristischen Wochenschrift:[9]

„Schulmeisterlich verteilt sie Zeugnisse, bewertet, lobt, verdammt, auf der Grundlage ihrer subjektiven Maßstäbe. Dabei ergreift sie nicht nur Partei für eine Seite, sondern berichtet einseitig, gibt den Argumenten der angegriffenen Seite meist keinen Raum.“

- Bernhard Schlink meinte:[10]

„Gisela Friedrichsens Reportagen bieten Gesellschaftsanalyse, Mentalitäts-, Kultur- und politische Zeitgeschichte. Manchmal weiten sie sich zu kleinen Essays über die Situation Jugendlicher in den neuen Ländern, das Entstehen jugendlicher Gewalt, die Radikalisierung von Muslimen oder den Schatten, den die nationalsozialistische Vergangenheit in die Gegenwart wirft. Nie verschwinden hinter dem gesellschaftlichen Befund das individuelle Schicksal und die individuelle Verantwortung. Gisela Friedrichsen schließt die Ereignisse dadurch auf, daß sie analytische Schärfe und persönliche Einfühlsamkeit und Behutsamkeit vereint.“

## Ehrungen
- 2011: Pressepreis des Deutschen Anwaltvereins im Bereich Printmedien[11]
- 2016: Ehrenpreis pro reo der Arbeitsgemeinschaft Strafrecht im DAV, für ihr Lebenswerk als Gerichtsreporterin
- 2020: Preis in der Kategorie Lebenswerk bei „Journalistinnen und Journalisten des Jahres 2019“ des Medium Magazins[12]

## Publikationen
- Der Fall Weimar: Kindsmord in der Provinz. Rowohlt, Reinbek 1988, ISBN 3-498-02063-3.
- Abtreibung: der Kreuzzug von Memmingen. Orell Füssli, Zürich 1989, ISBN 3-280-01920-6.
- „Ich bin doch kein Mörder“: Gerichtsreportagen 1989–2004. DVA, München 2004, ISBN 3-421-05781-8.
- Im Zweifel gegen die Angeklagten: Der Fall Pascal – Geschichte eines Skandals. DVA, München 2008, ISBN 3-4210-4334-5.
- „Ich bin doch kein Mörder“. Gerichtsreportagen 1989–2004. Wiederauflage mit neuem Vorwort. zu Klampen Verlag, Springe 2019, ISBN 978-3-86674-729-6.
- Der Prozess: Der Staat gegen Beate Zschäpe u. a. Penguin, München 2019, ISBN 978-3-328-60018-3.
- „Wir müssen Sie leider freisprechen“. Gerichtsreportagen 2005–2016. zu Klampen Verlag, Springe 2020, ISBN 978-3-86674-615-2.